# 폼페오 콜론나

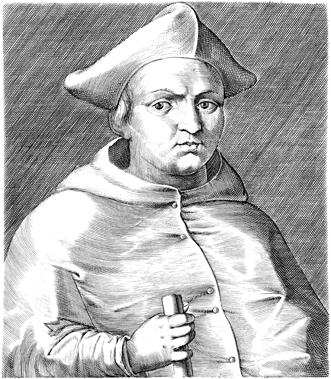
폼페오 콜론나

폼페오 콜론나(이탈리아어: Pompeo Colonna, 1479년 5월 12일 - 1532년 6월 28일)는 이탈리아의 추기경, 정치가, 콘도티에로이다.
로마 태생으로 어렸을 때부터 오르시니 가문과는 적대 관계를 유지하고 살았다.
기독교 성직자가 된 그는 리에티의 교구장 주교와 수비아노와 그로타페라타의 아빠스를 재임하였다.
교황 율리오 2세가 죽음이 임박했다는 소식이 들리자 그는 로마 시민들이 교황의 권위에 맞서 반란을 일으킬 것을 종용하였다. 하지만 율리오 2세가 기적적으로 회복되자 폼페오 콜론나는 곧장 비난을 받고 탄핵되었다. 나중에 교황 레오 10세에 의해 복권되고 추기경이 되었다. 추기경이 된 폼페오 콜론나는 호화스러운 향연과 수준 높은 지식인 활동을 통해 금세 유명인사가 되었다.
그는 로마 약탈 사건의 주동자 가운데 한 사람으로서, 금은보화를 탐내는 이들과 라치오 출신의 소작농들을 이끌고 로마를 약탈하러 갔으며, 당시 교황 클레멘스 7세가 산탄젤로 성에 갇혀 지내는 동안 사실상 로마의 통제권을 행사하였다.
폼페오 콜론나는 나중에 안코나의 교황사절과 몬레알레의 대주교가 되었다. 1530년 그는 신성 로마 제국의 카를 5세 황제에 의해 나폴리 왕국의 육군 중장으로 임명되었다.